# Equipos participantes en la Copa Mundial Femenina de Fútbol Sub-17 de 2018
La Copa Mundial Femenina de Fútbol Sub-17 de 2018 se celebrará en Uruguay entre el 13 de noviembre y el 1 de diciembre de 2018. Para su fase final se clasificaron 16 selecciones. Dichas selecciones fueron divididas en 4 grupos de cuatro, para posteriormente proseguir por eliminación directa hasta determinar el campeón.
La FIFA dio a conocer el lunes 5 de noviembre las listas oficiales de las 16 selecciones que disputarán la Copa Mundial Femenina Sub-17 de la FIFA Uruguay 2018.

## Grupo A

### Uruguay
Técnico:  Ariel Longo
| No. | Pos. | Jugadora                                 | Fecha de nacimiento (edad)         | Apa. | Club                        |
| --- | ---- | ---------------------------------------- | ---------------------------------- | ---- | --------------------------- |
| 1   | POR  | Jennifer Sosa López                      | 17 de noviembre de 2003 (15 años)  | 0    | New York City Football Club |
| 12  | POR  | Inailien Rodríguez Martínez              | 18 de mayo de 2002 (16 años)       | 0    | Atlético Rentistas          |
| 13  | POR  | Florencia Agustina Caraballo Frondoy     | 14 de diciembre de 2001 (17 años)  | 0    | Peñarol                     |
| 2   | DEF  | Karen Daniela Olivera Bacigalupe         | 8 de enero de 2001 (17 años)       | 0    | Liverpool Fútbol Club       |
| 3   | DEF  | Sofia Ramondegui Correa                  | 26 de marzo de 2001 (17 años)      | 0    | Club Palmirense             |
| 6   | DEF  | Sharon Camila López Sarasua              | 1 de mayo de 2003 (15 años)        | 0    | Colón FC                    |
| 14  | DEF  | María Antonella Ferradans Cayetano       | 2 de mayo de 2001 (17 años)        | 0    | Club Atlético Progreso      |
| 19  | DEF  | Leila Micaela Domínguez Bdigaimberry     | 11 de mayo de 2001 (17 años)       | 0    | Liverpool Fútbol Club       |
| 20  | DEF  | Maytel Selene Costa Díaz                 | 11 de febrero de 2001 (17 años)    | 0    | Colón FC                    |
| 4   | MED  | Pilar González González                  | 26 de junio de 2002 (16 años)      | 0    | SAC Canelones               |
| 5   | MED  | Deyna Morales Cerveri                    | 16 de septiembre de 2001 (17 años) | 0    | Atlético Rentista           |
| 8   | MED  | Sasha Carolina Larrea Segnorini          | 29 de agosto de 2001 (17 años)     | 0    | Peñarol                     |
| 9   | MED  | Jennifer Cecilia Gómez Zuluaga           | 7 de septiembre de 2001 (17 años)  | 0    | Colón FC                    |
| 10  | MED  | Valentina Joselyn Morales Melo           | 17 de marzo de 2001 (17 años)      | 0    | Peñarol                     |
| 15  | MED  | Karol Stefani Bermúdez Da Costa Martínez | 18 de abril de 2001 (17 años)      | 0    | Liverpool Fútbol Club       |
| 16  | MED  | Juliana Viera Alzueta                    | 8 de mayo de 2002 (16 años)        | 0    | Liverpool Fútbol Club       |
| 18  | MED  | Nikol Wendy Laurnaga Álvarez             | 1 de marzo de 2002 (16 años)       | 0    | Liverpool Fútbol Club       |
| 7   | DEL  | Ángela Noemí Gómez Lozano                | 10 de agosto de 2002 (16 años)     | 0    | Liverpool Fútbol Club       |
| 11  | DEL  | Esperanza Pizarro Pagalday               | 15 de abril de 2001 (17 años)      | 0    | Club Palmirense             |
| 17  | DEL  | Solcire Pazos Laesprella                 | 30 de septiembre de 2002 (16 años) | 0    | Liverpool Fútbol Club       |
| 21  | DEL  | Belén Aquino Moreira                     | 1 de febrero de 2002 (16 años)     | 0    | Colón FC                    |

### Ghana
Técnico:  Evans Adotey
| No. | Pos. | Jugadora              | Fecha de nacimiento (edad)         | Apa. | Club                         |
| --- | ---- | --------------------- | ---------------------------------- | ---- | ---------------------------- |
| 1   | POR  | Grace Banwa Buoadu    | 15 de enero de 2002 (16 años)      | 0    | Halifax Ladies FC            |
| 16  | POR  | Cynthia Konlan Findib | 29 de noviembre de 2002 (16 años)  | 0    | Lepo Stars Ladies FC         |
| 21  | POR  | Barikisu Issahaku     | 12 de noviembre de 2001 (17 años)  | 0    | Real Upper Ladies            |
| 5   | DEF  | Elizabeth Oppong      | 15 de mayo de 2003 (15 años)       | 0    | Samaria Ladies               |
| 12  | DEF  | Nina Norshie          | 14 de septiembre de 2001 (17 años) | 0    | Valued Girls FC              |
| 15  | DEF  | Selina Bane Kurug     | 5 de febrero de 2001 (17 años)     | 0    | Prison Ladies                |
| 15  | DEF  | Tedinah Ataa Sekyere  | 7 de junio de 2002 (16 años)       | 0    | Dreamz Ladies FC             |
| 18  | DEF  | Faustina Aidoo Nyame  | 3 de mayo de 2001 (17 años)        | 0    | Halifax Ladies FC            |
| 4   | MED  | Justice Tweneboaa     | 28 de octubre de 2001 (17 años)    | 0    | Ampem Darko Ladies           |
| 6   | MED  | Jacqueline Owusu      | 12 de junio de 2002 (16 años)      | 0    | Dreamz Ladies FC             |
| 9   | MED  | Eishaddai Acheampong  | 16 de agosto de 2003 (15 años)     | 0    | Kumasi Sports Academy Ladies |
| 10  | MED  | Fuseina Mumuni        | 2 de abril de 2001 (17 años)       | 0    | Lepo Stars Ladies FC         |
| 13  | MED  | Azumah Bugre          | 15 de diciembre de 2002 (16 años)  | 0    | Police Ladies                |
| 19  | MED  | Animah Grace          | 4 de septiembre de 2003 (15 años)  | 0    | Police Ladies                |
| 20  | MED  | Basira Alhassan       | 30 de marzo de 2003 (15 años)      | 0    | Lepo Stars Ladies FC         |
| 2   | DEL  | Alice Sarpong         | 7 de junio de 2003 (15 años)       | 0    | Sea Lions Ladies Club F.C.   |
| 3   | DEL  | Millot Abena Pokuaa   | 10 de octubre de 2001 (17 años)    | 0    | Faith Ladies                 |
| 7   | DEL  | Suzzy Teye Dede       | 6 de noviembre de 2002 (16 años)   | 0    | Lady Strikers                |
| 8   | DEL  | Mukarama Abdulai      | 10 de octubre de 2002 (16 años)    | 0    | Northern Ladies FC           |
| 11  | DEL  | Abigail Tutuwaa       | 18 de noviembre de 2002 (16 años)  | 0    | Prison Ladies                |
| 14  | DEL  | Mavis Owusu           | 7 de diciembre de 2003 (15 años)   | 0    | Ampem Darko Ladies           |

### Nueva Zelanda
Técnico:  Leon Birnie
| No. | Pos. | Jugadora                       | Fecha de nacimiento (edad)        | Apa. | Club                           |
| --- | ---- | ------------------------------ | --------------------------------- | ---- | ------------------------------ |
| 1   | POR  | Anna Jessica Leat              | 26 de junio de 2001 (17 años)     | 0    | East Coast Bays                |
| 20  | POR  | Georgia Field Candy            | 29 de abril de 2001 (17 años)     | 0    | Hamilton Wanderers             |
| 21  | POR  | Blair Katharine Currie         | 4 de mayo de 2001 (17 años)       | 0    | Cashmere Technical Football Cl |
| 2   | DEF  | Mackenzie Dale Barry           | 11 de abril de 2001 (17 años)     | 0    | New Plymouth Girls High School |
| 3   | DEF  | Hannah Dorothy Mackay-Wright   | 8 de enero de 2001 (17 años)      | 0    | Forrest Hill Milford United As |
| 4   | DEF  | Aneka Lies Mittendorff         | 6 de agosto de 2001 (17 años)     | 0    | Forrest Hill Milford United As |
| 5   | DEF  | Marisa Isabel van Der Meer     | 27 de marzo de 2002 (16 años)     | 0    | FC Twenty 11                   |
| 14  | DEF  | Laney Michelle Strachan        | 12 de diciembre de 2001 (17 años) | 0    | Glenfield                      |
| 15  | DEF  | Genevieve Mary Ryan            | 28 de mayo de 2001 (17 años)      | 0    | Western Springs                |
| 6   | MED  | Macey Leigh Fraser             | 11 de julio de 2002 (16 años)     | 0    | Waimakariri United AFC         |
| 8   | MED  | Amelia Anne Abbott             | 22 de julio de 2001 (17 años)     | 0    | Nelson Suburbs FC              |
| 16  | MED  | Maya Ruby Hahn                 | 7 de febrero de 2001 (17 años)    | 0    | Western Suburbs                |
| 18  | MED  | Rose Miriam Luxton             | 6 de febrero de 2001 (17 años)    | 0    | Forrest Hill Milford United As |
| 7   | DEL  | Gabrielle Rose Rennie          | 7 de julio de 2001 (17 años)      | 0    | Waimakariri United AFC         |
| 9   | DEL  | Margaret Ellen Jenkins         | 14 de junio de 2001 (17 años)     | 0    | Glenfield                      |
| 10  | DEL  | Grace Cecilia Wisnewski        | 28 de junio de 2002 (16 años)     | 0    | Hamilton Wanderers             |
| 11  | DEL  | Kelli Denise Brown             | 21 de febrero de 2001 (17 años)   | 0    | Hamilton Wanderers             |
| 12  | DEL  | Jayda Estina Toni Stewart      | 8 de marzo de 2002 (16 años)      | 0    | Waimakariri United AFC         |
| 13  | DEL  | Britney Jazmine Cunningham-Lee | 4 de marzo de 2001 (17 años)      | 0    | Papakura City FC               |
| 17  | DEL  | Ayla Jo Pratt                  | 15 de febrero de 2001 (17 años)   | 0    | Three Kings Utd.               |
| 19  | DEL  | Arabella Jade Maynard          | 8 de agosto de 2001 (17 años)     | 0    | Forrest Hill Milford United As |

### Finlandia
Técnico:  Marko Saloranta
| No. | Pos. | Jugadora               | Fecha de nacimiento (edad)         | Apa. | Club            |
| --- | ---- | ---------------------- | ---------------------------------- | ---- | --------------- |
| 1   | POR  | Emma Immonen           | 1 de mayo de 2001 (17 años)        | 0    | PK-35 Vantaa    |
| 12  | POR  | Anna Koivunen          | 6 de noviembre de 2001 (17 años)   | 0    | TPS Turku       |
| 21  | POR  | Fanny Söderström       | 15 de noviembre de 2001 (17 años)  | 0    | Vasa IFK        |
| 2   | DEF  | Joanna Tynnilä         | 1 de septiembre de 2001 (17 años)  | 0    | TiPS Vantaa     |
| 4   | DEF  | Kaisa Juvonen          | 7 de enero de 2001 (17 años)       | 0    | Ilves Tampere   |
| 5   | DEF  | Ella Pesonen           | 22 de julio de 2001 (17 años)      | 0    | HJK Helsinki    |
| 6   | DEF  | Nana Yang              | 1 de octubre de 2001 (17 años)     | 0    | FC Honka        |
| 7   | DEF  | Nea Silvola            | 4 de noviembre de 2001 (17 años)   | 0    | HJK Helsinki    |
| 9   | DEF  | Alisa Hokkanen         | 8 de septiembre de 2001 (17 años)  | 0    | PK-35 Vantaa    |
| 13  | DEF  | Emmi Siren             | 23 de febrero de 2001 (17 años)    | 0    | TiPS Vantaa     |
| 8   | MED  | Oona Siren             | 23 de febrero de 2001 (17 años)    | 0    | TiPS Vantaa     |
| 10  | MED  | Tuuli Enkkilä          | 18 de junio de 2001 (17 años)      | 0    | Ilves Tampere   |
| 15  | MED  | Annika Huhta           | 29 de enero de 2002 (16 años)      | 0    | HJK Helsinki    |
| 16  | MED  | Julia Sainio           | 24 de abril de 2001 (17 años)      | 0    | TPS Turku       |
| 17  | MED  | Vilma Koivisto         | 21 de noviembre de 2002 (16 años)  | 0    | Piteå IF        |
| 18  | MED  | Saara Katariina Kosola | 24 de febrero de 2001 (17 años)    | 0    | HJS Hameenlinna |
| 19  | MED  | Heta Olmala            | 29 de diciembre de 2001 (17 años)  | 0    | ONS Oulu        |
| 3   | DEL  | Jenna Topra            | 17 de junio de 2001 (17 años)      | 0    | TiPS Vantaa     |
| 11  | DEL  | Jenni Kantanen         | 12 de agosto de 2001 (17 años)     | 0    | Ilves Tampere   |
| 14  | DEL  | Aino Vuorinen          | 8 de diciembre de 2001 (17 años)   | 0    | FC Honka        |
| 20  | DEL  | Dana Leskinen          | 22 de septiembre de 2001 (17 años) | 0    | 1899 Hoffenheim |

## Grupo B

### México
Técnico:  Mónica Vergara

### Sudáfrica
Técnico:  Simphiwe Dludlu
| No. | Pos. | Jugadora                 | Fecha de nacimiento (edad)         | Apa. | Club                        |
| --- | ---- | ------------------------ | ---------------------------------- | ---- | --------------------------- |
| 1   | POR  | Kay-Dee Windvogel        | 7 de febrero de 2002 (16 años)     | 0    | High Performance Centre     |
| 16  | POR  | Leigh Caroline Brophy    | 25 de noviembre de 2001 (17 años)  | 0    | Cape Town Roses FC          |
| 21  | POR  | Mananki Freda Makhoana   | 2 de abril de 2002 (16 años)       | 0    | Mamelodi Sundowns Ladies FC |
| 2   | DEF  | Yolanda Nduli            | 18 de enero de 2002 (16 años)      | 0    | Durban Ladies FC            |
| 3   | DEF  | Lonathemba Mhlongo       | 23 de agosto de 2002 (16 años)     | 0    | Soweto Ladies               |
| 5   | DEF  | Nkateko Selina Nkhuna    | 30 de septiembre de 2003 (15 años) | 0    | Mamelodi Sundowns Ladies FC |
| 20  | DEF  | Fikile Venessa Magama    | 19 de enero de 2002 (16 años)      | 0    | High Performance Centre     |
| 6   | MED  | Sibulele Cecilia Holweni | 28 de abril de 2001 (17 años)      | 0    | Durban Ladies FC            |
| 7   | MED  | Khunjolwa Mali           | 10 de julio de 2002 (16 años)      | 0    | Soweto Ladies               |
| 8   | MED  | Jessica Leigh Wade       | 11 de abril de 2003 (15 años)      | 0    | JVW FC                      |
| 9   | MED  | Chelsea Joy Daniels      | 8 de abril de 2002 (16 años)       | 0    | University of Western Cape  |
| 10  | MED  | Karabo Dhlamini          | 18 de septiembre de 2001 (17 años) | 0    | Mamelodi Sundowns Ladies FC |
| 11  | MED  | Zethembiso Vilakazi      | 16 de febrero de 2002 (16 años)    | 0    | Mamelodi Sundowns Ladies FC |
| 12  | MED  | Oratile Mokwena          | 21 de marzo de 2001 (17 años)      | 0    | Mamelodi Sundowns Ladies FC |
| 13  | MED  | S'phumelele Shamase      | 16 de enero de 2002 (16 años)      | 0    | Durban Ladies FC            |
| 14  | MED  | Thubelihle Shamase       | 16 de enero de 2002 (16 años)      | 0    | Durban Ladies FC            |
| 17  | MED  | Ember Edwards            | 6 de enero de 2002 (16 años)       | 0    | Cape Town Roses FC          |
| 18  | MED  | Miche Desiree Minnies    | 14 de noviembre de 2001 (17 años)  | 0    | Cape Town Spurs             |
| 19  | MED  | Serenity Susan Warner    | 30 de marzo de 2002 (16 años)      | 0    | Santos                      |
| 4   | DEL  | Yenzokuhle Ngubane       | 10 de agosto de 2002 (16 años)     | 0    | Durban Ladies FC            |
| 15  | DEL  | Zikhona Nogqala          | 8 de octubre de 2001 (17 años)     | 0    | Supersport United           |

### Brasil
Técnico:  Luizão
| No. | Pos. | Jugadora                             | Fecha de nacimiento (edad)         | Apa. | Club                                  |
| --- | ---- | ------------------------------------ | ---------------------------------- | ---- | ------------------------------------- |
| 1   | POR  | Mayara Nabosne Harendt               | 3 de agosto de 2001 (17 años)      | 0    | Imperial Futebol Clube                |
| 12  | POR  | Marcelle Freitas Joaquim             | 27 de diciembre de 2002 (16 años)  | 0    | Associação Desportiva Centro Olímpico |
| 21  | POR  | Lucilene Rodrigues Dos Santos        | 28 de diciembre de 2002 (16 años)  | 0    | Grêmio Osasco Audax                   |
| 2   | DEF  | Bruna Santos Nhaia                   | 16 de junio de 2002 (16 años)      | 0    | Associação Chapecoense de Futebol     |
| 3   | DEF  | Isadora Haas Gehlen                  | 20 de enero de 2001 (17 años)      | 0    | Sport Club Internacional              |
| 4   | DEF  | Vitória Bruna Da Silva Reis          | 4 de julio de 2001 (17 años)       | 0    | Esporte Clube São José                |
| 6   | DEF  | Gisseli Mariano Calixto              | 27 de julio de 2001 (17 años)      | 0    | Associação Chapecoense de Futebol     |
| 7   | DEF  | Isabela Ferreira Costa Das Chagas    | 23 de julio de 2001 (17 años)      | 0    | Associação Chapecoense de Futebol     |
| 13  | DEF  | Yasmin Cosmann                       | 24 de julio de 2001 (17 años)      | 0    | Associação Chapecoense de Futebol     |
| 14  | DEF  | Lauren Leal Costa                    | 13 de septiembre de 2002 (16 años) | 0    | Associação Desportiva Centro Olímpico |
| 5   | MED  | Maria Eduarda Batista De Queiroz     | 28 de noviembre de 2002 (16 años)  | 0    | Esporte Clube São José                |
| 8   | MED  | Vitória Ferreira Silva               | 23 de enero de 2002 (16 años)      | 0    | Associação Desportiva Centro Olímpico |
| 15  | MED  | Miriam Cristina Cavalcante           | 14 de enero de 2002 (16 años)      | 0    | Associação Desportiva Centro Olímpico |
| 18  | MED  | Júlia Daltoé Lordes                  | 24 de noviembre de 2001 (17 años)  | 0    | Sport Club Internacional              |
| 19  | MED  | Maria Luiza Schwaizer                | 20 de marzo de 2001 (17 años)      | 0    | Santos Futebol Clube                  |
| 20  | MED  | Helena Rodriguez Sampaio             | 4 de febrero de 2002 (16 años)     | 0    | IMG Soccer Academy                    |
| 9   | DEL  | Jheniffer Da Silva Cordinali Gouveia | 6 de noviembre de 2001 (17 años)   | 0    | Grêmio Osasco Audax                   |
| 10  | DEL  | Amanda Gutierres Dos Santos          | 18 de marzo de 2001 (17 años)      | 0    | Santos Futebol Clube                  |
| 11  | DEL  | Emily Assis De Carvalho              | 22 de febrero de 2002 (16 años)    | 0    | Associação Chapecoense de Futebol     |
| 16  | DEL  | Thaicyane Vivian Da Rocha Brant      | 21 de febrero de 2001 (17 años)    | 0    | Associação Ferroviária de Esportes    |
| 17  | DEL  | Julia Beatriz Bezerra Teixeira       | 7 de febrero de 2001 (17 años)     | 0    | Associação Esportiva Tiradentes       |

### Japón
Técnico:  Futoshi Ikeda
| No. | Pos. | Jugadora         | Fecha de nacimiento (edad)        | Apa. | Club                        |
| --- | ---- | ---------------- | --------------------------------- | ---- | --------------------------- |
| 1   | POR  | Shu Ohba         | 11 de julio de 2002 (16 años)     | 0    | Academy Fukushima           |
| 18  | POR  | Shiori Fukuda    | 13 de junio de 2002 (16 años)     | 0    | Urawa Reds Ladies           |
| 21  | POR  | Yuria Ito        | 2 de abril de 2001 (17 años)      | 0    | Maebashi Ikuei Highschool   |
| 2   | DEF  | Chihiro Tomioka  | 15 de agosto de 2001 (17 años)    | 0    | Academy Fukushima           |
| 3   | DEF  | Ibuki Nagae      | 3 de marzo de 2002 (16 años)      | 0    | Fujieda Junshin High School |
| 4   | DEF  | Wakaba Goto      | 4 de junio de 2001 (17 años)      | 0    | NTV Menina                  |
| 5   | DEF  | Tamaki Okuma     | 25 de diciembre de 2001 (17 años) | 0    | United Ichihara Ladies      |
| 7   | DEF  | Shino Matsuda    | 27 de marzo de 2001 (17 años)     | 0    | NTV Menina                  |
| 14  | DEF  | Warai Yoshizumi  | 4 de noviembre de 2002 (16 años)  | 0    | Cerezo Osaka Sakai Ladies   |
| 6   | MED  | Sara Ito         | 11 de noviembre de 2001 (17 años) | 0    | NTV Menina                  |
| 8   | MED  | Chise Takizawa   | 14 de febrero de 2001 (17 años)   | 0    | Jumonji High School         |
| 10  | MED  | Momo Nakao       | 9 de marzo de 2002 (16 años)      | 0    | United Ichihara Ladies      |
| 15  | MED  | Akane Nishino    | 4 de febrero de 2002 (16 años)    | 0    | Tokiwagi Gakuen HS          |
| 16  | MED  | Momoka Kinoshita | 2 de marzo de 2003 (15 años)      | 0    | NTV Menina                  |
| 17  | MED  | Ran Iwai         | 29 de marzo de 2002 (16 años)     | 0    | Academy Fukushima           |
| 19  | MED  | Misaki Morita    | 11 de enero de 2002 (16 años)     | 0    | Okamyama Sakuyo HS          |
| 20  | MED  | Chihiro Ishida   | 20 de diciembre de 2001 (17 años) | 0    | Academy Fukushima           |
| 9   | DEL  | Chiina Kamiya    | 19 de marzo de 2001 (17 años)     | 0    | Sei KAPITANIO HS            |
| 11  | DEL  | Tomoko Tanaka    | 16 de julio de 2001 (17 años)     | 0    | Cerezo Osaka Sakai Ladies   |
| 12  | DEL  | Haruka Osawa     | 15 de abril de 2001 (17 años)     | 0    | United Ichihara Ladies      |
| 13  | DEL  | Yuzuki Yamamoto  | 1 de septiembre de 2002 (16 años) | 0    | NTV Menina                  |

## Grupo C

### Estados Unidos
Técnico:  Mark Carr
| No. | Pos. | Jugadora                 | Fecha de nacimiento (edad)        | Apa. | Club                        |
| --- | ---- | ------------------------ | --------------------------------- | ---- | --------------------------- |
| 1   | POR  | Angelina Dora Anderson   | 22 de marzo de 2001 (17 años)     | 0    | Mustang Soccer Academy      |
| 12  | POR  | Julia Dohle              | 6 de febrero de 2001 (17 años)    | 0    | New York City Football Club |
| 21  | POR  | Lindsey Romig            | 11 de enero de 2001 (17 años)     | 0    | IMG Soccer Academy          |
| 2   | DEF  | Makenna Morris           | 26 de abril de 2002 (16 años)     | 0    | Bethesda SC                 |
| 3   | DEF  | Talia Dellaperuta        | 19 de abril de 2002 (16 años)     | 0    | Tophat Soccer Club          |
| 4   | DEF  | Smith Hunter             | 4 de enero de 2002 (16 años)      | 0    | Seattle Reign FC            |
| 15  | DEF  | Natalia Staude           | 20 de abril de 2001 (17 años)     | 0    | Tophat Soccer Club          |
| 17  | DEF  | Samar Guidry             | 18 de enero de 2002 (16 años)     | 0    | FC Dallas                   |
| 19  | DEF  | Michela Agresti          | 24 de julio de 2001 (17 años)     | 0    | Stars of Massachusetts      |
| 6   | MED  | Astrid Wheeler           | 20 de agosto de 2001 (17 años)    | 0    | Atlanta Fire                |
| 8   | MED  | Maya Doms                | 11 de mayo de 2001 (17 años)      | 0    | Davis Legacy Soccer Club    |
| 10  | MED  | Mia Fishel               | 30 de abril de 2001 (17 años)     | 0    | San Diego Surf              |
| 14  | MED  | Hannah Bebar             | 5 de septiembre de 2001 (17 años) | 0    | Eclipse Select              |
| 20  | MED  | Sophia Jones             | 17 de julio de 2001 (17 años)     | 0    | San Jose Earthquakes        |
| 5   | DEL  | Triniry Byars            | 29 de enero de 2003 (15 años)     | 0    | Solar Soccer Club           |
| 7   | DEL  | Samantha Meza            | 7 de noviembre de 2001 (17 años)  | 0    | Solar Soccer Club           |
| 9   | DEL  | Jordan Elizabeth Canniff | 27 de julio de 2001 (17 años)     | 0    | Washington Spirit           |
| 11  | DEL  | Trinity Rodman           | 20 de mayo de 2002 (16 años)      | 0    | Southern California Blues   |
| 13  | DEL  | Isabella D'Aquila        | 8 de septiembre de 2001 (17 años) | 0    | Southern California Blues   |
| 16  | DEL  | Payton Linnehan          | 25 de marzo de 2001 (17 años)     | 0    | Stars of Massachusetts      |
| 18  | DEL  | Sunshine Anuhea Fontes   | 25 de febrero de 2001 (17 años)   | 0    | Hawaii Rush SC              |

### Camerún
Técnico:  Stephane Ndzana
| No. | Pos. | Jugadora                          | Fecha de nacimiento (edad)         | Apa. | Club                               |
| --- | ---- | --------------------------------- | ---------------------------------- | ---- | ---------------------------------- |
| 1   | POR  | Olga Marina Ngo Esse              | 17 de enero de 2002 (16 años)      | 0    | Louves Minproff de Yaounde         |
| 16  | POR  | Christemilie Ornelle Onomo Etaba  | 27 de abril de 2002 (16 años)      | 0    | AS Patriotes Filles de Yaounde     |
| 21  | POR  | Pharelle Nelly Karis              | 15 de septiembre de 2002 (16 años) | 0    | Eclair FC de Saa                   |
| 3   | DEF  | Diane Si'Ndjie Tchanko            | 22 de febrero de 2002 (16 años)    | 0    | Amazone Fap de Yaounde             |
| 7   | DEF  | Alice Flora Kameni Djientieu      | 13 de noviembre de 2001 (17 años)  | 0    | AS Green City Filles de Yaounde    |
| 8   | DEF  | Brenda Ebika Tabe                 | 2 de diciembre de 2003 (15 años)   | 0    | Lekie Football Filles              |
| 9   | DEF  | Elise Ndome Mbella                | 1 de enero de 2003 (15 años)       | 0    | Caiman de Douala                   |
| 12  | DEF  | Julie Nina Nke Nke                | 13 de mayo de 2002 (16 años)       | 0    | Amazone Fap de Yaounde             |
| 13  | DEF  | Jennifer Blandine Aboudi Assongna | 22 de octubre de 2002 (16 años)    | 0    | Eclair FC de Saa                   |
| 18  | DEF  | Vanessa Kalieu Moungoue Pachelle  | 23 de junio de 2002 (16 años)      | 0    | African Women's Association Ya     |
| 2   | MED  | Florence Fanta                    | 27 de diciembre de 2002 (16 años)  | 0    | ASFF du Diamaré de Maroua          |
| 10  | MED  | Fadimatou Aretouyap Kome          | 22 de julio de 2002 (16 años)      | 0    | Oumi Filles de Koutaba             |
| 14  | MED  | Henriette Monkam Kamani           | 9 de mayo de 2002 (16 años)        | 0    | Amazone Fap de Yaounde             |
| 15  | MED  | Armelle Fabiola Maffo Sehe        | 30 de enero de 2002 (16 años)      | 0    | Eclair FC de Saa                   |
| 4   | DEL  | Claudia Voulania Dabda            | 1 de julio de 2001 (17 años)       | 0    | ASFF du Diamaré de Maroua          |
| 5   | DEL  | Natacha Elam Ekosso               | 5 de diciembre de 2001 (17 años)   | 0    | Eclair FC de Saa                   |
| 6   | DEL  | Viviane Mefire Peka               | 19 de diciembre de 2001 (17 años)  | 0    | Canon de Yaoundé                   |
| 11  | DEL  | Marie Gisele Divine Ngah Manga    | 20 de octubre de 2002 (16 años)    | 0    | Amazone Fap de Yaounde             |
| 17  | DEL  | Moussa Zouwairatou                | 12 de junio de 2001 (17 años)      | 0    | Vent du Nord de Garoua             |
| 19  | DEL  | Thienny Lucienne Nkoumou Mbida    | 25 de enero de 2001 (17 años)      | 0    | Amazone Fap de Yaounde             |
| 20  | DEL  | Brigitte Michele Moumazim Poumbo  | 15 de julio de 2001 (17 años)      | 0    | Panthère Security Filles de Garoua |

### Corea del Norte
Técnico:  Sung Gwon Song
| No. | Pos. | Jugadora       | Fecha de nacimiento (edad)        | Apa. | Club                             |
| --- | ---- | -------------- | --------------------------------- | ---- | -------------------------------- |
| 1   | POR  | Pyol Yun       | 4 de enero de 2002 (16 años)      | 0    | Naegohyang Women's Football Club |
| 18  | POR  | Son Gum Yu     | 8 de noviembre de 2003 (15 años)  | 0    | Sobaeksu                         |
| 21  | POR  | Hyon Gyong Ri  | 9 de septiembre de 2003 (15 años) | 0    | Naegohyang Women's Football Club |
| 2   | DEF  | Un Sim Kwak    | 26 de abril de 2001 (17 años)     | 0    | Naegohyang Women's Football Club |
| 3   | DEF  | Sin Ok Ri      | 26 de mayo de 2003 (15 años)      | 0    | Naegohyang Women's Football Club |
| 4   | DEF  | Song Ae Pong   | 30 de noviembre de 2001 (17 años) | 0    | Naegohyang Women's Football Club |
| 5   | DEF  | Kum Hyang Ri   | 22 de abril de 2001 (17 años)     | 0    | Naegoyhyang Sports Club          |
| 20  | DEF  | Hye Gyong Pak  | 7 de noviembre de 2001 (17 años)  | 0    | Ryomyong Sports Club             |
| 6   | MED  | Su Jong Ri     | 5 de julio de 2002 (16 años)      | 0    | Naegohyang Women's Football Club |
| 7   | MED  | Su Gyong Ri    | 14 de abril de 2003 (15 años)     | 0    | Naegohyang Women's Football Club |
| 8   | MED  | Sol Song Ryu   | 27 de febrero de 2002 (16 años)   | 0    | Naegohyang Women's Football Club |
| 9   | MED  | Un Sim Pang    | 29 de junio de 2001 (17 años)     | 0    | Naegoyhyang Sports Club          |
| 11  | MED  | Si Nae O       | 14 de enero de 2001 (17 años)     | 0    | Naegohyang Women's Football Club |
| 12  | MED  | Kum Ok Choe    | 23 de febrero de 2002 (16 años)   | 0    | Naegoyhyang Sports Club          |
| 13  | MED  | Kyong Hui Ko   | 3 de septiembre de 2001 (17 años) | 0    | Ryomyong Sports Club             |
| 15  | MED  | Ji Hwa Yun     | 3 de enero de 2002 (16 años)      | 0    | Sobaeksu                         |
| 16  | MED  | Kuk Hyang An   | 25 de marzo de 2001 (17 años)     | 0    | Ryomyong Sports Club             |
| 10  | DEL  | Ryu Song Kim   | 26 de febrero de 2002 (16 años)   | 0    | Naegohyang Women's Football Club |
| 14  | DEL  | Yun Ok Kim     | 14 de marzo de 2003 (15 años)     | 0    | Naegohyang Women's Football Club |
| 17  | DEL  | Kyong Yong Kim | 2 de enero de 2002 (16 años)      | 0    | Naegoyhyang Sports Club          |
| 19  | DEL  | Il Gyong Pak   | 18 de abril de 2002 (16 años)     | 0    | Naegohyang Women's Football Club |

### Alemania
Técnico:  Ulrike Ballweg
| No. | Pos. | Jugadora                  | Fecha de nacimiento (edad)        | Apa. | Club                             |
| --- | ---- | ------------------------- | --------------------------------- | ---- | -------------------------------- |
| 1   | POR  | Wiebke Willebrandt        | 16 de enero de 2001 (17 años)     | 0    | TuS Lipperode 1919 e.V.          |
| 12  | POR  | Maria Luisa Grohs         | 13 de junio de 2001 (17 años)     | 0    | 1.FC Gievenbeck 1949 e.V.        |
| 21  | POR  | Pauline Nelles            | 20 de enero de 2002 (16 años)     | 0    | 1. FC Köln                       |
| 2   | DEF  | Laura Donhauser           | 4 de septiembre de 2001 (17 años) | 0    | Bayern de Múnich                 |
| 3   | DEF  | Julia Franziska Pollak    | 9 de mayo de 2002 (16 años)       | 0    | Bayern de Múnich                 |
| 4   | DEF  | Emilie Bernhardt          | 5 de mayo de 2002 (16 años)       | 0    | Bayern de Múnich                 |
| 5   | DEF  | Greta Elisabeth Stegemann | 12 de febrero de 2001 (17 años)   | 0    | SC Freiburg                      |
| 6   | DEF  | Anna Aehling              | 23 de marzo de 2001 (17 años)     | 0    | FSV Gütersloh 2009               |
| 14  | DEF  | Madeleine Caroline Steck  | 31 de enero de 2002 (16 años)     | 0    | FFC Frankfurt                    |
| 15  | DEF  | Lina Jubel                | 26 de enero de 2001 (17 años)     | 0    | VfL Wolfsburg                    |
| 18  | DEF  | Charlotte Blümel          | 8 de diciembre de 2001 (17 años)  | 0    | FSV Gütersloh 2009               |
| 7   | MED  | Gia Cymone Corley         | 20 de mayo de 2002 (16 años)      | 0    | Bayern de Múnich                 |
| 8   | MED  | Leonie Sophie Köster      | 6 de abril de 2001 (17 años)      | 0    | Bayern de Múnich                 |
| 11  | MED  | Vanessa Celine Fudalla    | 21 de octubre de 2001 (17 años)   | 0    | Bayern de Múnich                 |
| 13  | MED  | Aliya Rosie Diagne        | 8 de mayo de 2001 (17 años)       | 0    | SV Germania 1913 Göttelborn e.V. |
| 17  | MED  | Leonie Johanna Weber      | 20 de enero de 2002 (16 años)     | 0    | Bayern de Múnich                 |
| 19  | MED  | Pauline Berning           | 9 de enero de 2001 (17 años)      | 0    | FSV Gütersloh 2009               |
| 9   | DEL  | Shekiera Aisha Martinez   | 4 de julio de 2001 (17 años)      | 0    | FFC Frankfurt                    |
| 10  | DEL  | Ivana Fuso                | 12 de marzo de 2001 (17 años)     | 0    | SC Freiburg                      |
| 16  | DEL  | Gentiana Fetaj            | 4 de agosto de 2002 (16 años)     | 0    | FSV Gütersloh 2009               |
| 20  | DEL  | Sophie Weidauer           | 10 de febrero de 2002 (16 años)   | 0    | FFC Turbine Potsdam              |

## Grupo D

### Corea del Sur
Técnico:  Jungjae Hur
| No. | Pos. | Jugadora      | Fecha de nacimiento (edad)         | Apa. | Club                              |
| --- | ---- | ------------- | ---------------------------------- | ---- | --------------------------------- |
| 1   | POR  | Sujeong Kim   | 12 de septiembre de 2001 (17 años) | 0    | Hyundai HS                        |
| 18  | POR  | Soeun Jeon    | 13 de febrero de 2001 (17 años)    | 0    | Chungju Yesung Girls' High School |
| 21  | POR  | Jiyeon Kang   | 11 de junio de 2001 (17 años)      | 0    | Hwacheon Information Industry     |
| 2   | DEF  | Minji Kim     | 21 de agosto de 2003 (15 años)     | 0    | Oju Middle School                 |
| 3   | DEF  | Jin Lee       | 22 de abril de 2001 (17 años)      | 0    | Hyundai HS                        |
| 4   | DEF  | Minjung Ko    | 14 de mayo de 2001 (17 años)       | 0    | Hyundai HS                        |
| 5   | DEF  | Suin Lee      | 30 de abril de 2002 (16 años)      | 0    | Hyundai HS                        |
| 13  | DEF  | Jimi Kim      | 31 de enero de 2001 (17 años)      | 0    | Dongsan Information Industry HS   |
| 15  | DEF  | Hayeon Mun    | 27 de mayo de 2002 (16 años)       | 0    | Hwacheon Information Industry     |
| 20  | DEF  | Hyeyeon Noh   | 3 de septiembre de 2001 (17 años)  | 0    | Ohsan HS                          |
| 6   | MED  | Sebin An      | 14 de enero de 2001 (17 años)      | 0    | Hwacheon Information Industry     |
| 7   | MED  | Ahhyeon Hwang | 12 de noviembre de 2001 (17 años)  | 0    | Pohang Girls' Electronic HS       |
| 8   | MED  | Ye Eun Kim    | 11 de mayo de 2003 (15 años)       | 0    | Hyundai Chungwoon GHS             |
| 12  | MED  | Garam Chun    | 19 de octubre de 2002 (16 años)    | 0    | Chungju Yesung Girls' High School |
| 14  | MED  | Bomin Kim     | 27 de noviembre de 2001 (17 años)  | 0    | Hwacheon Information Industry     |
| 16  | MED  | Eunyoung Lee  | 31 de marzo de 2002 (16 años)      | 0    | Hyundai HS                        |
| 17  | MED  | Bitna Kim     | 10 de abril de 2001 (17 años)      | 0    | Chungju Yesung Girls' High School |
| 19  | MED  | Yesong Jo     | 29 de marzo de 2001 (17 años)      | 0    | Ohsan HS                          |
| 9   | DEL  | Mijin Cho     | 4 de abril de 2001 (17 años)       | 0    | Hyundai HS                        |
| 10  | DEL  | Royeong Gwak  | 19 de julio de 2003 (15 años)      | 0    | Hyundai Chungwoon GHS             |
| 11  | DEL  | Youbeen Jang  | 10 de febrero de 2002 (16 años)    | 0    | Dongsan Information Industry HS   |

### España
Técnico:  Maria Is
| No. | Pos. | Jugadora                          | Fecha de nacimiento (edad)        | Apa. | Club                                    |
| --- | ---- | --------------------------------- | --------------------------------- | ---- | --------------------------------------- |
| 1   | POR  | Paula Suárez Is                   | 6 de agosto de 2001 (17 años)     | 0    | Real Sporting de Gijón Femenino         |
| 13  | POR  | Catalina Tomas Coll Lluch         | 23 de abril de 2001 (17 años)     | 0    | UD Collerense                           |
| 20  | POR  | María López Valenzuela            | 26 de noviembre de 2002 (16 años) | 0    | Granada Club de Fútbol                  |
| 3   | DEF  | Ana Tejada Jiménez                | 2 de junio de 2002 (16 años)      | 0    | CDEF Logroño                            |
| 4   | DEF  | Teresa Mérida Cañete              | 17 de julio de 2002 (16 años)     | 0    | Cádiz Club de Fútbol                    |
| 5   | DEF  | Jana Fernández Velasco            | 18 de febrero de 2002 (16 años)   | 0    | FC Barcelona                            |
| 15  | DEF  | Naroa Uriarte Urazurrutia         | 5 de febrero de 2001 (17 años)    | 0    | Athletic Club                           |
| 17  | DEF  | María Méndez Fernández            | 10 de abril de 2001 (17 años)     | 0    | Oviedo Moderno Club de Futbol           |
| 21  | DEF  | Aixa Salvador García              | 12 de octubre de 2001 (17 años)   | 0    | Villarreal CF                           |
| 2   | MED  | Nerea Nevado Gómez                | 27 de abril de 2001 (17 años)     | 0    | Athletic Club                           |
| 6   | MED  | Irene López Ruiz                  | 29 de junio de 2001 (17 años)     | 0    | Madrid Club de Fútbol Femenino          |
| 7   | MED  | Paola Hernández Díaz              | 25 de julio de 2002 (16 años)     | 0    | Unión Deportiva Granadilla Tenerife Sur |
| 8   | MED  | Isabel Pala Gutiérrez             | 25 de noviembre de 2002 (16 años) | 0    | Madrid Club de Fútbol Femenino          |
| 9   | MED  | María Isabel Okoye Robles         | 30 de julio de 2001 (17 años)     | 0    | Club Deportivo TACON                    |
| 12  | MED  | Leire Peña Ruiz                   | 20 de junio de 2001 (17 años)     | 0    | Club Atlético de Madrid                 |
| 19  | MED  | Eva Alonso González               | 23 de julio de 2002 (16 años)     | 0    | Rayo Vallecano                          |
| 10  | DEL  | Claudia Pina Medina               | 12 de agosto de 2001 (17 años)    | 0    | FC Barcelona                            |
| 11  | DEL  | Salma Celeste Paralluelo Ayingono | 13 de noviembre de 2003 (15 años) | 0    | Zaragoza CFF                            |
| 14  | DEL  | Ainhoa Marín Martín               | 21 de marzo de 2001 (17 años)     | 0    | RCD Espanyol                            |
| 16  | DEL  | Paula Arana Montes                | 8 de noviembre de 2001 (17 años)  | 0    | Athletic Club                           |
| 18  | DEL  | Eva María Navarro García          | 27 de enero de 2001 (17 años)     | 0    | Levante UD                              |

### Canadá
Técnico:  Rhian Wilkinson
| No. | Pos. | Jugadora                               | Fecha de nacimiento (edad)         | Apa. | Club                            |
| --- | ---- | -------------------------------------- | ---------------------------------- | ---- | ------------------------------- |
| 1   | POR  | Anna Karpenko                          | 10 de abril de 2002 (16 años)      | 0    | Ontario REX                     |
| 18  | POR  | Sophie Daphnée Marion Eliane Guilmette | 24 de marzo de 2001 (17 años)      | 0    | Quebec REX                      |
| 21  | POR  | Kayza Ayine Ka-A Massey                | 2 de febrero de 2001 (17 años)     | 0    | Ontario REX                     |
| 3   | DEF  | Julianne Rita Marie Vallerand          | 9 de agosto de 2001 (17 años)      | 0    | Quebec National Training Center |
| 4   | DEF  | Sonia Su May Mak Walk                  | 12 de agosto de 2002 (16 años)     | 0    | Ontario REX                     |
| 5   | DEF  | Maya Aliyah Antoine                    | 8 de agosto de 2001 (17 años)      | 0    | Ontario REX                     |
| 6   | DEF  | Ariel Audrey Young                     | 30 de agosto de 2001 (17 años)     | 0    | Vancouver Whitecaps FC          |
| 16  | DEF  | Jade Elizabeth Rose                    | 12 de febrero de 2003 (15 años)    | 0    | Ontario REX                     |
| 19  | DEF  | Isabella Fay-Angelina Hanisch          | 29 de enero de 2002 (16 años)      | 0    | Ontario REX                     |
| 8   | MED  | Caitlin Carmel Shaw                    | 20 de julio de 2001 (17 años)      | 0    | Vancouver Whitecaps FC          |
| 12  | MED  | Lara Kazandjian                        | 27 de septiembre de 2002 (16 años) | 0    | Ontario REX                     |
| 14  | MED  | Wayny Natasha Balata-Nguenign          | 25 de junio de 2001 (17 años)      | 0    | Quebec REX                      |
| 2   | DEL  | Jayde Yuk Fun Riviere                  | 22 de enero de 2001 (17 años)      | 0    | Vancouver Whitecaps FC          |
| 7   | DEL  | Serita Joy Metha Thurton               | 16 de enero de 2002 (16 años)      | 0    | Ontario REX                     |
| 9   | DEL  | Jordyn Pamela Huitema                  | 8 de mayo de 2001 (17 años)        | 0    | Vancouver Whitecaps FC          |
| 10  | DEL  | Oluwateniola Mojisola Akindoju         | 8 de julio de 2001 (17 años)       | 0    | Vancouver Whitecaps FC          |
| 11  | DEL  | Kaila Lillyanna Novak                  | 24 de marzo de 2002 (16 años)      | 0    | Ontario REX                     |
| 13  | DEL  | Léonie Portelance                      | 7 de noviembre de 2001 (17 años)   | 0    | Quebec REX                      |
| 15  | DEL  | Jazmine Tamara Wilkinson               | 8 de marzo de 2002 (16 años)       | 0    | Vancouver Whitecaps FC          |
| 17  | DEL  | Andersen Alana Williams                | 2 de abril de 2002 (16 años)       | 0    | Vancouver Whitecaps FC          |
| 20  | DEL  | Jessica De Filippo                     | 20 de abril de 2001 (17 años)      | 0    | Quebec REX                      |

### Colombia
Técnico:  Didier Luna
| No. | Pos. | Jugadora                        | Fecha de nacimiento (edad)        | Apa. | Club                                   |
| --- | ---- | ------------------------------- | --------------------------------- | ---- | -------------------------------------- |
| 1   | POR  | Michell Lugo                    | 16 de abril de 2001 (17 años)     | 0    | La Equidad                             |
| 12  | POR  | Laura Daniela Galindo Mejía     | 3 de marzo de 2002 (16 años)      | 0    | Club Deportivo Gol Star                |
| 21  | POR  | Valentina González              | 7 de febrero de 2002 (16 años)    | 0    | Kapital Soccer FC                      |
| 3   | DEF  | Sharon Ramírez                  | 29 de enero de 2001 (17 años)     | 0    | Club Deportivo Gol Star                |
| 4   | DEF  | Paula Vanessa Gómez Gutiérrez   | 27 de noviembre de 2001 (17 años) | 0    | Club Deportivo Bacatá D.C.             |
| 14  | DEF  | Laura Marcelo Guerra            | 20 de marzo de 2002 (16 años)     | 0    | Club Deportivo Formas Íntimas          |
| 15  | DEF  | Ana María Bohórquez             | 14 de julio de 2001 (17 años)     | 0    | Santa Fe                               |
| 2   | MED  | Laura Daniela Orozco Vidal      | 8 de enero de 2001 (17 años)      | 0    | Llaneros                               |
| 5   | MED  | Andrea Carolina Pérez Clementes | 20 de octubre de 2001 (17 años)   | 0    | Unión Magdalena                        |
| 6   | MED  | Kelly Johana Caicedo Alegría    | 26 de noviembre de 2002 (16 años) | 0    | América de Cali                        |
| 8   | MED  | Sara Sofía Martínez             | 22 de enero de 2001 (17 años)     | 0    | Club Deportivo Formas Íntimas          |
| 9   | MED  | Wendy Katerine Bonilla Cándelo  | 8 de julio de 2002 (16 años)      | 0    | Club Deportivo Generaciones Palmiranas |
| 13  | MED  | Elizabeth Carabalí Rodríguez    | 23 de julio de 2001 (17 años)     | 0    | Club Deportivo Atlas CP                |
| 16  | MED  | Ilana Izquierdo                 | 14 de junio de 2002 (16 años)     | 0    | Club Deportivo Atlas CP                |
| 17  | MED  | Valentina Jaramillo Garzón      | 10 de febrero de 2001 (17 años)   | 0    | Llaneros                               |
| 18  | MED  | María Camila Reyes              | 11 de mayo de 2002 (16 años)      | 0    | Kapital Soccer FC                      |
| 19  | MED  | Lina Jaime                      | 22 de noviembre de 2001 (17 años) | 0    | Club Deportivo Gol Star                |
| 7   | DEL  | Gisela Robledo                  | 13 de mayo de 2003 (15 años)      | 0    | Club Deportivo Atlas CP                |
| 10  | DEL  | Maireth Pérez                   | 31 de marzo de 2001 (17 años)     | 0    | Club Deportivo Formas Íntimas          |
| 11  | DEL  | Natalia Ramírez Plazas          | 29 de mayo de 2001 (17 años)      | 0    | Players Development Academy            |
| 20  | DEL  | Luisa María Vertel Del Toro     | 3 de febrero de 2001 (17 años)    | 0    | Club Deportivo Tiburones Blanco        |